# Benimarfull
Benimarfull és un municipi del País Valencià, situat al nord de la província d'Alacant, a la comarca del Comtat.

## Història
El topònim Benimarfull, evidentment àrab, significaria "fill de la font (o del brollador) amarga", i ens indica la procedència musulmana del lloc. En eixa època pertanyia al Regne de Dénia, durant el regnat d'Al-Azraq.
Després de la conquesta passà a ser propietat de Teresa Gil de Vidaure. Posteriorment pertanyé als descendents de l'almirall Roger de Llúria; a la seua mort, passa a la seua vídua, na Saurina d'Entença i, en 1325, a la seua filla Margarida Llúria d'Entença. Durant el regnat de Pere II el Cerimoniós (1336-1387) retorna a la Corona. L'any 1409 és donada a Frederic de Luna, però Alfons I el Magnànim ocupa totes les propietats d'este senyor per haver donat suport als castellans en la guerra de 1429 i dona la població a la família Ruiz de Lihori. Per matrimoni passà a ser propietat del senyoriu de Guadalest, ocupat per Alfons Folch de Cardona i Fajardo; senyoriu que el segle xvii, sota Sanç de Cardona, rep el títol de Marquesat de Guadalest. En 1574 el patriarca Joan de Ribera mana crear la rectoria de moriscos Benimarfull-Benillup, el document de creació de la qual és el primer en què apareix el topònim Benimarfull.
El 1602 estava habitat per 29 famílies de moriscos i en 1609, a conseqüència de l'expulsió, roman totalment deshabitat i és repoblat per 4 famílies de cristians procedents del veí poblat de L'Orxa. El 13 d'agost de 1611 el IV marqués de Guadalest, Sanxo Ruiz de Lihori Folch Borja i Cardona hi atorga carta pobla. En 1663 la parròquia se separa de Benillup. En 1709 la desfeta d'Almansa en deixa com a senyor el marqués d'Ariza. En 1847, aprofitant un brollador d'aigües sulfuroses, s'inaugurà el balneari de la Font de Santa Anna, que va funcionar fins al 1936.

## Demografia i economia
La població ha disminuït des de principis del segle xx, i es consignaren 415 benimarfullers en el cens de 2002.
L'economia, fonamentalment agrícola, es basa en el conreu del secà: cirera per a la denominació d'origen "Montaña de Alicante" i oliva per a la denominació d'origen "Aceite virgen d'oliva Mariola".
| 1900 | 1910 | 1920 | 1930 | 1940 | 1950 | 1960 | 1970 | 1981 | 1991 | 2000 | 2005 | 2006 | 2013 |
| ---- | ---- | ---- | ---- | ---- | ---- | ---- | ---- | ---- | ---- | ---- | ---- | ---- | ---- |
| 780  | 797  | 753  | 767  | 739  | 719  | 573  | 532  | 410  | 379  | 410  | 441  | 433  | 423  |

## Geografia

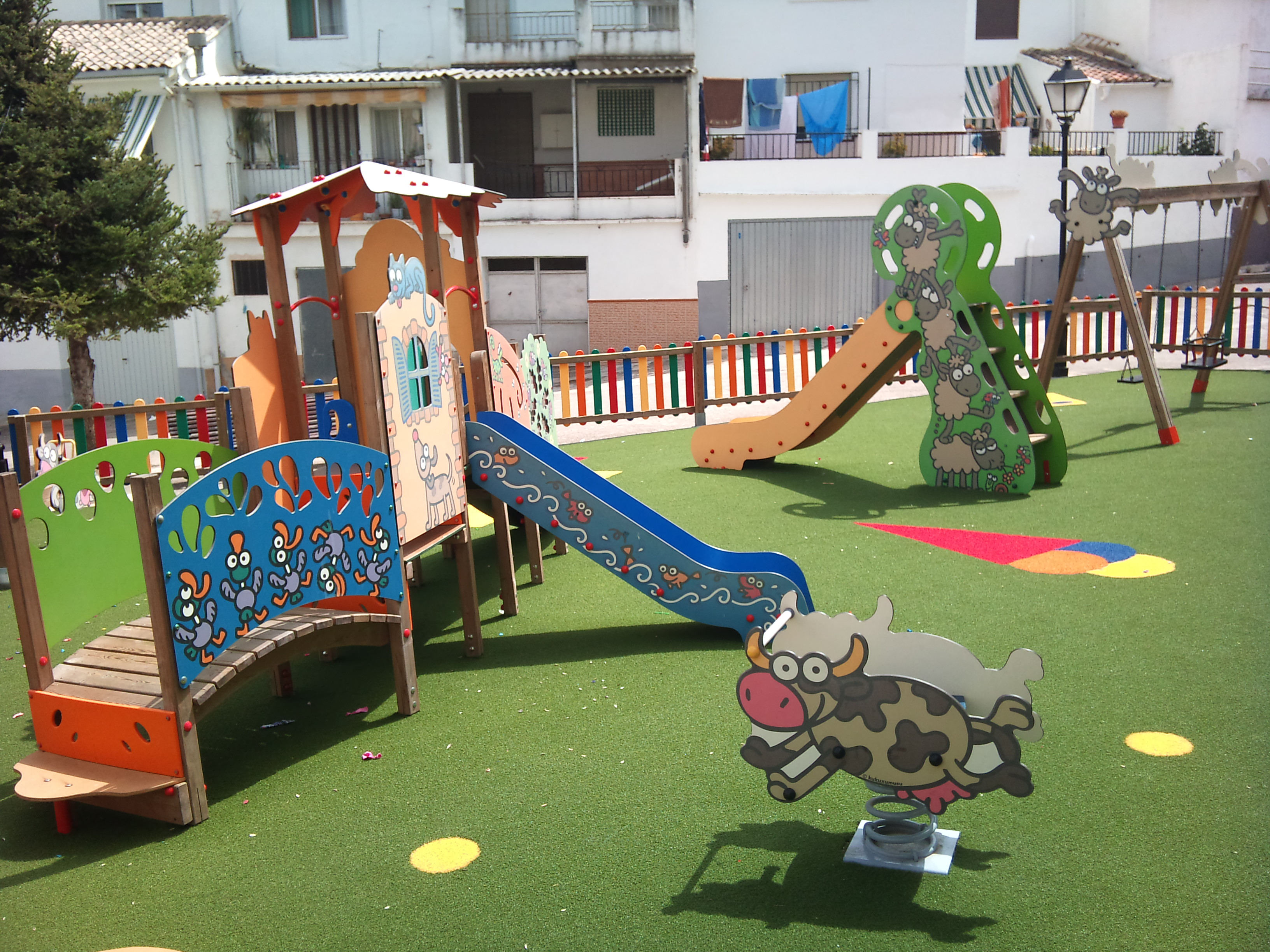
Parc Infantil amb il·lustracions de Kukuxumusu a Benimarfull

El terme, que té 5,6 km², està solcat pels barrancs del Sofre, Benimarfull i L'Albacar, tots tres afluents del Serpis. Cal destacar les fonts del Tossal, de L'Albacar i del Sofre.

## Gastronomia
Els menjars més tradicionals en són la paella i els bescuits de cullera.

## Política i govern

### Composició de la Corporació Municipal
El Ple de l'Ajuntament està format per 7 regidors. En les eleccions municipals de 26 de maig de 2019 foren elegits 4 regidors del Partit Socialista del País Valencià (PSPV) i 3 del Partit Popular (PP).
| Eleccions municipals de 26 de maig de 2019 - Benimarfull                                                        |                                          |                                     |                                     |      |          |          |
| Candidatura | Candidatura                              | Candidatura                         | Cap de llista                       | Vots | Vots     | Regidors |
| | Partit Socialista del País Valencià-PSOE |                                     | Carlos Montava Moltó                | 145  | 55,34%   | 4 ()     |
| | Partit Popular                           |                                     | Juan Pedro Salas Arqueros           | 112  | 42,75%   | 3 ()     |
| | Vots en blanc                            |                                     |                                     | 5    | 1,91%    |          |
| Total vots vàlids i regidors                                                                                    | Total vots vàlids i regidors             | Total vots vàlids i regidors        | Total vots vàlids i regidors        | 262  | 100 %    | 7        |
| | Vots nuls                                | Vots nuls                           | Vots nuls                           | 12   | 4,38%    |          |
| Participació (vots vàlids més nuls)                                                                             | Participació (vots vàlids més nuls)      | Participació (vots vàlids més nuls) | Participació (vots vàlids més nuls) | 274  | 79,65%** |          |
| Abstenció | Abstenció                                | Abstenció                           | Abstenció                           | 70*  | 20,45%** |          |
| Total cens electoral                                                                                            | Total cens electoral                     | Total cens electoral                | Total cens electoral                | 344* | 100 %**  |          |
| Alcalde: Carlos Montava Moltó (PSPV) (15/06/2019) Per majoria absoluta dels vots dels regidors                  |                                          |                                     |                                     |      |          |          |
| Fonts: JEC, JEZ Alcoi, Periòdic Ara. (* No són vots sinó electors. ** Percentatge respecte del cens electoral.) |                                          |                                     |                                     |      |          |          |

### Alcaldia
Des de 2015 l'alcalde de Benimarfull és Carlos Montava Moltó, del Partit Socialista del País Valencià (PSPV).
| Període                       | Alcalde o alcaldessa                               | Partit polític | Data de possessió     | Observacions         |
| ----------------------------- | -------------------------------------------------- | -------------- | --------------------- | -------------------- |
| 1979–1983                     | Ricardo Mas Garrigós                               | UCD            | 19/04/1979            | --                   |
| 1983–1987                     | Manuel Vilaplana Andrés                            | AP-PDP-UL-UV   | 28/05/1983            | --                   |
| 1987–1991                     | Manuel Vilaplana Andrés                            | AP             | 30/06/1987            | --                   |
| 1991–1995                     | Manuel Vilaplana Andrés                            | PP             | 17/06/1991            | --                   |
| 1995–1999                     | José Juan Guillén Blasco                           | PSPV-PSOE      | 17/06/1995            | --                   |
| 1999–2003                     | Francisco Jordà Frau María Rosario Recio Vilaplana | PP             | 03/07/1999 19/06/2002 | Dimissió/renúncia -- |
| 2003–2007                     | María Rosario Recio Vilaplana                      | PP             | 14/06/2003            | --                   |
| 2007–2011                     | María Rosario Recio Vilaplana                      | PP             | 16/06/2007            | --                   |
| 2011–2015                     | María Rosario Recio Vilaplana                      | PP             | 11/06/2011            | --                   |
| 2015–2019                     | Carlos Montava Moltó                               | PSPV-PSOE      | 13/06/2015            | --                   |
| 2019-2023                     | Carlos Montava Moltó                               | PSPV-PSOE      | 15/06/2019            | --                   |
| Des de 2023                   | n/d                                                | n/d            | 17/06/2023            | --                   |
| Fonts: Generalitat Valenciana |                                                    |                |                       |                      |

## Pare Lluís Fullana

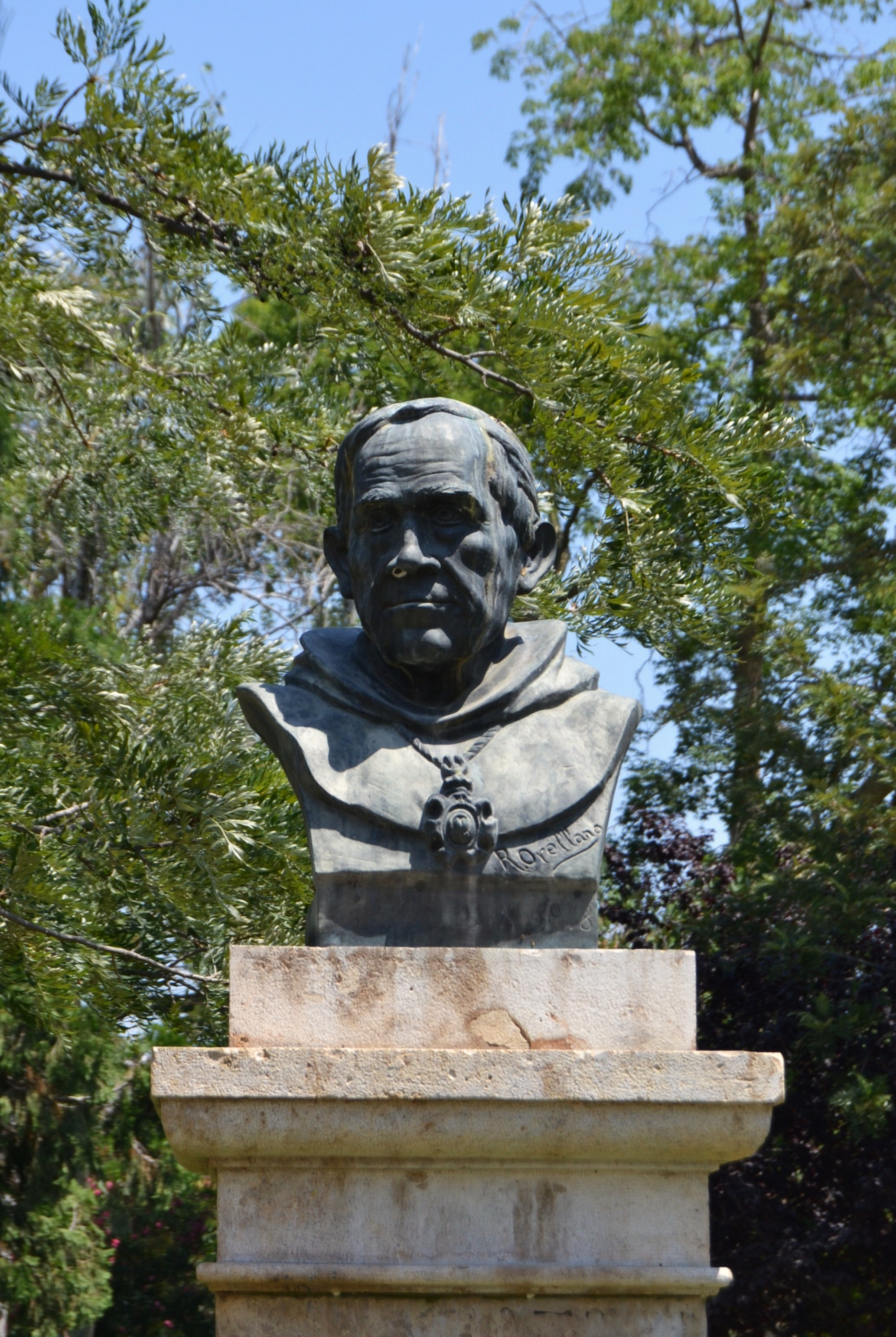
Bust de Lluís Fullana als jardins del Real a València

El pare Fullana fou un gramàtic, erudit i religiós nascut a Benimarfull el 1871. Els seus primers estudis lingüístics defensaven la unitat de la llengua catalana, amb treballs com: La morfologia valenciana és la mateixa que la catalana (1905), Ullada general a la morfologia catalana (1908), o Característiques catalanes usades en lo Reine de València, (1907). Tanmateix, cap 1914-15 va anar canviant progressivament la seua postura respecte a la consideració del valencià com a part de la mateixa llengua que el català, fins a arribar a publicar una gramàtica pròpia per al valencià diferent a la de Pompeu Fabra. Malgrat tot, va ser el primer erudit a signar les "Normes de Castelló", de caràcter lingüísticament unitari, probablement amb l'objectiu d'aconseguir el màxim consens entre els escriptors valencians.
En l'àmbit espiritual, el pare Fullana fou triat com a confessor per la reina María Cristina.

## Monuments d'interés
- L'església de Santa Anna, de 1663, blanca, amb un esvelt campanar de tres cossos i edificada al segle xvi. La construcció de la torre-campanar es va iniciar en l'any 1801, essent rector En Mariano Seguí, i es va concloure el quatre de gener de 1810, exercint de prevere En Joseph Cerdà. El cost d'aquesta obra va ascendir a nou-centes seixanta lliures, sense tindre en compte les despeses de material com la calç, l'arena, la pedra i la fusta, les quals varen ser costejades amb almoines.[6] El Museu Parroquial n'és l'únic monument històric.